# L'odissea del Neptune nell'impero sommerso
L'odissea del Neptune nell'impero sommerso (The Neptune Factor) è un film del 1973 diretto da Daniel Petrie.
È un film di fantascienza, di produzione canadese-statunitense, con Ben Gazzara, Walter Pidgeon e Ernest Borgnine incentrato su una squadra di ricercatori dispersi con il loro sottomarino nelle profondità di un oceano popolato da mostruose creature.

## Produzione
Il film, diretto da Daniel Petrie su una sceneggiatura di Jack DeWitt, fu prodotto da Sandy Howard per le società Conquest of the Deeps Limited and Company, Quadrant Films e Bellevue-Pathé e girato alle Isole Cayman, a Freeport, nelle Bahamas, ad Halifax e negli studios di Kleinburg, in Canada dal 25 settembre al 16 dicembre 1972. Il titolo di lavorazione fu Conquest of the Deeps.

## Distribuzione
Il film fu distribuito in Canada dal 26 giugno 1973 al cinema.
Alcune delle uscite internazionali sono state:
- negli Stati Uniti il 3 agosto 1973 (distribuito al cinema dalla Twentieth Century Fox con il titolo The Neptune Factor; trasmesso poi in televisione sulla ABC con il titolo The Neptune Disaster)
- in Spagna il 6 dicembre 1973 (Odisea bajo el mar)
- in Germania Ovest il 9 febbraio 1974 (Die Odyssee der Neptun)
- in Svezia il 18 febbraio 1974 (Neptun-katastrofen)
- in Portogallo l'8 marzo 1974 (Uma Odisseia Submarina)
- in Finlandia il 12 luglio 1974 (Seikkailu syvyydessä)
- in Turchia il 24 febbraio 1975 (Neptün Macerasi)
- in Danimarca il 30 aprile 1976 (Neptunkatastrofen)
- in Grecia (Eisvoleis ton vython)
- in Francia (Odyssée sous la mer)
- in Italia (L'odissea del Neptune nell'impero sommerso)

## Promozione
La tagline è: "The most fantastic undersea odyssey ever filmed.".

## Critica
Secondo il Morandini il film è un "umido film d'azione nel quale non succede granché. Molte sequenze ittiche: un po' poco per una storia che oscilla tra realtà e fantascienza".